# John Falk
John Falk (voluit John Lionel Falk) (Toronto, 1928 - Minneapolis, 23 maart 2009) was een Canadees behavioristisch psycholoog en gedragsfarmacoloog. Het grootste deel van zijn leven woonde en werkte hij in de Verenigde Staten. Hij verwierf bekendheid door zijn ontdekking van polydipsie als adjunctief gedrag bij ratten.

## Studies
John Falk behaalde de graad van B.A. in de psychologie en Engels en van M.A. in de psychologie aan de McGill-universiteit in Montreal. In 1956 behaalde hij zijn doctoraatstitel aan de Universiteit van Illinois te Urbana-Champaign. Zijn doctoraatsonderzoek over vochtinname door witte ratten bepaalde de richting van zijn verder onderzoekswerk over de fysiologische controle en de omgevingsinvloed op drinken.

## Werk
Na het behalen van zijn doctoraatstitel werkte Falk enige tijd in het Yerkes Primate Laboratory. Hij werkte er samen met de behavioristische onderzoekers Roger Kelleher en Charles Ferster. Hier werd hij vertrouwd met de principes van operante conditionering. Falk toonde er aan dat grooming ("vlooien") bij chimpansees een bekrachtiger is.
Vervolgens ging Falk als postdoctoraal onderzoeker in de gedragsfarmacologie aan de slag aan de Harvard Medical School te Boston. Hier startte hij zijn onderzoek naar "schema-geïnduceerde polydipsie" bij ratten. Hierna werd hij assistent-professor aan de Universiteit van Colorado te Boulder, de Universiteit van Michigan en de Universiteit van Arizona om vanaf 1969 als professor benoemd te worden aan de Rutgers-universiteit in New Jersey. Hier zou hij 31 jaar blijven. Hij richtte er een laboratorium op voor onderzoek naar de psychofarmacologie van drugmisbruik.
In 2001 ging hij op emeritaat.

## Adjunctief gedrag
De belangrijkste bijdrage van John Falk aan de wetenschap is de ontdekking van adjunctief gedrag. Dit is nog steeds relevant. Zijn eerste bijdrage hierover verscheen in 1961 in Science. Ratten die deelnamen aan onderzoek met bepaalde intermittente bekrachtigingsschema's dronken tijdens wachtperiodes veel meer water dan andere ratten. Het water drinken stond volledig los van het eigenlijke onderzoek en van de proeven waaraan de ratten deelnamen. Dit heet "schema-geïnduceerde polydipsie" en is de eerste vorm van adjunctief gedrag die ontdekt werd. De term "adjunctief" ("toegevoegd" of "secundair") verwijst naar het toegevoegd zijn aan het primaire gedrag. Later werd duidelijk dat dit verschijnsel veel meer voorkwam dan alleen in de vorm van water drinken. Falk zal hierin een mogelijke verklaring voor bepaalde vormen van verslaving.

## Persoonlijk leven
John Falk behaalde een zwarte band in karate. Hij was eveneens actief als zweefvlieger en duiker, hoewel hij niet kon zwemmen. Op middelbare leeftijd kreeg hij echter een neuroom waardoor hij een arm niet meer kon gebruiken.
Eind jaren 1960 trouwde hij. Zijn vrouw overleed in 2004. John Falk stierf zelf in 2009 op 81-jarige leeftijd.

## Poëzie
John Falk was ook een dichter. Twee dichtbundels van hem werden tijdens zijn leven gepubliceerd door de Canadese uitgeverij Guernica Editions:
- Snow and other guises (2000)
- Holding out (2005).

In 2009 verscheen een derde bundel bij BookSurge Publishing: From Quiver to Notch. Na zijn dood in 2009 werd volume 54 van de U.S. 1 Worksheets (een poëtische publicatie) aan hem opgedragen. Een aantal van zijn gedichten werden hierin opgenomen.

## Erkenning
Als erkenning voor zijn onderzoekswerk ontving hij de "Research Scientist Award van het National Institute on Drug Abuse (NIDA), werd hij lid van de adviesraad van het NIDA en voorzitter van de "Psychopharmacology Division" van de American Psychological Association. Binnen de Rutgers-universiteit kreeg hij de "Board of Trustees Award for Excellence in Research".
In 1997 ontving hij de Solvay Award voor zijn psychofarmacologisch onderzoek bij stemmingsstoornissen.